# Scaphyglottis sublibera
Scaphyglottis sublibera é uma espécie de orquídea epífita, cujos novos pseudobulbos geralmente brotam tanto da base como do topo dos pseudobulbos mais antigos. É originária de Cusco, no Peru.